# Tallentire
Tallentire är en ort i civil parish Bridekirk i grevskapet Cumbria i England. Orten är belägen 5 km från Cockermouth. Tallentire var en civil parish 1866–1935 när det uppgick i Bridekirk. Parish hade 184 invånare år 1931.